# Jakabszállás
Jakabszállás ist eine ungarische Gemeinde im Kreis Kecskemét im Komitat Bács-Kiskun.

## Geografische Lage
Jakabszállás liegt 18 Kilometer südwestlich des Komitatssitzes und der Kreisstadt Kecskemét. Nachbargemeinden sind Fülöpjakab, Orgovány und Bugac.

## Geschichte
Die Hauptbeschäftigung der Menschen in der Region war bis zum Ende des 19. Jahrhunderts die Arbeit als Hirte. Nach und nach fand ein Wandel zur Landwirtschaft statt. Gutsherren erwarben Land und beschäftigten landlose Bauern, was das Bevölkerungswachstum beschleunigte. Der Ort wurde 1922 als eigenständige Gemeinde in dem Gebiet von Szabadszállás gegründet, zunächst unter dem Namen Szabadjakabszállás und erhielt 1926 seinen heutigen Namen Jakabszállás.

## Sehenswürdigkeiten
- Ikarusz-Skulptur, erschaffen von Károly Hajagos
- Kun-Denkmal (Kun emlékmű), erschaffen 1988 von Endre Turi und Ferenc Kovács
- Magyarkert – Ökopark, südlich der Gemeinde
- Römisch-katholische Kirche Jézus Szíve, erbaut 1944
- Sándor-Petőfi-Denkmal, erschaffen von Györgyi Lantos

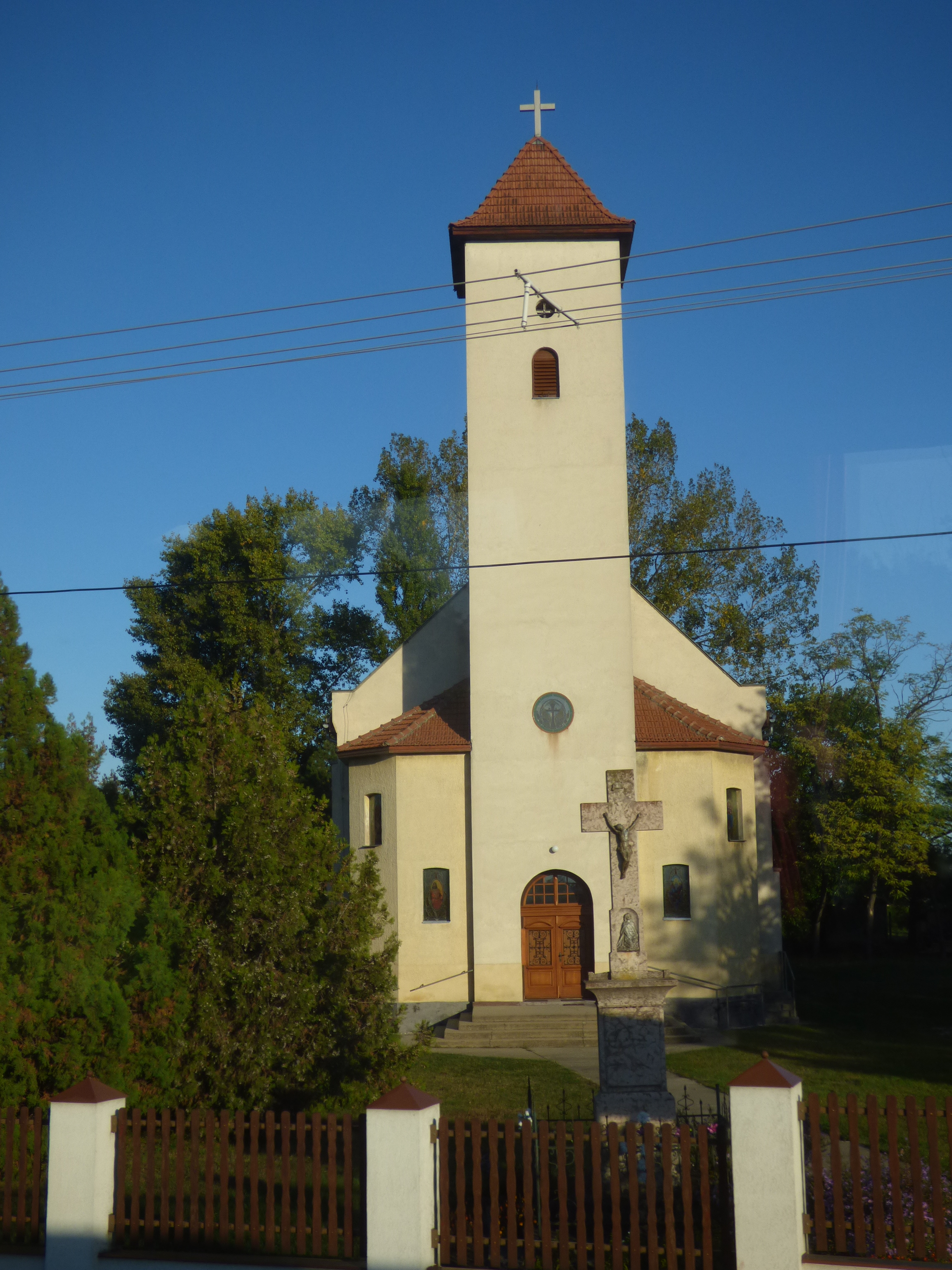
Römisch-katholische Kirche Jézus Szíve
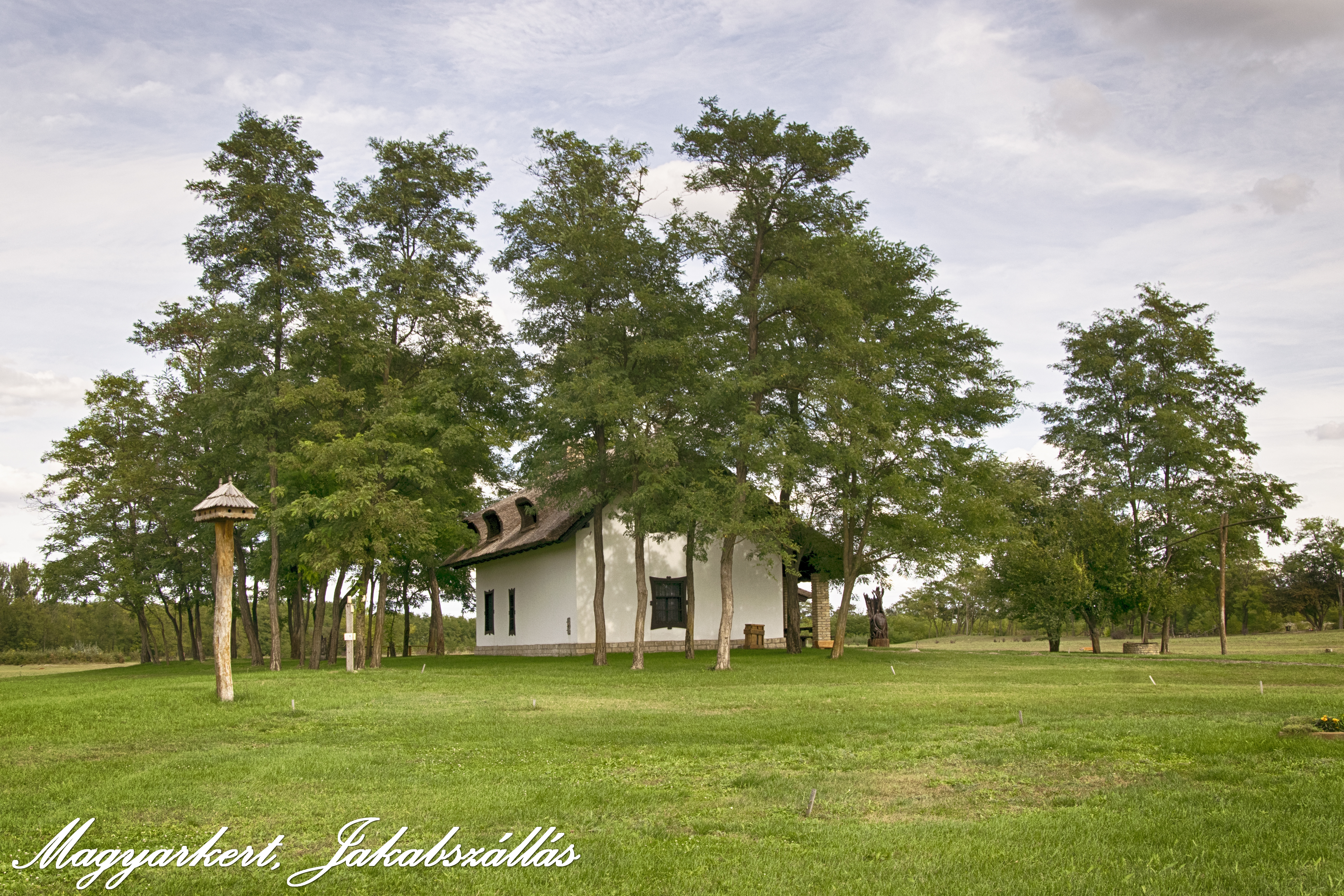
Magyarkert
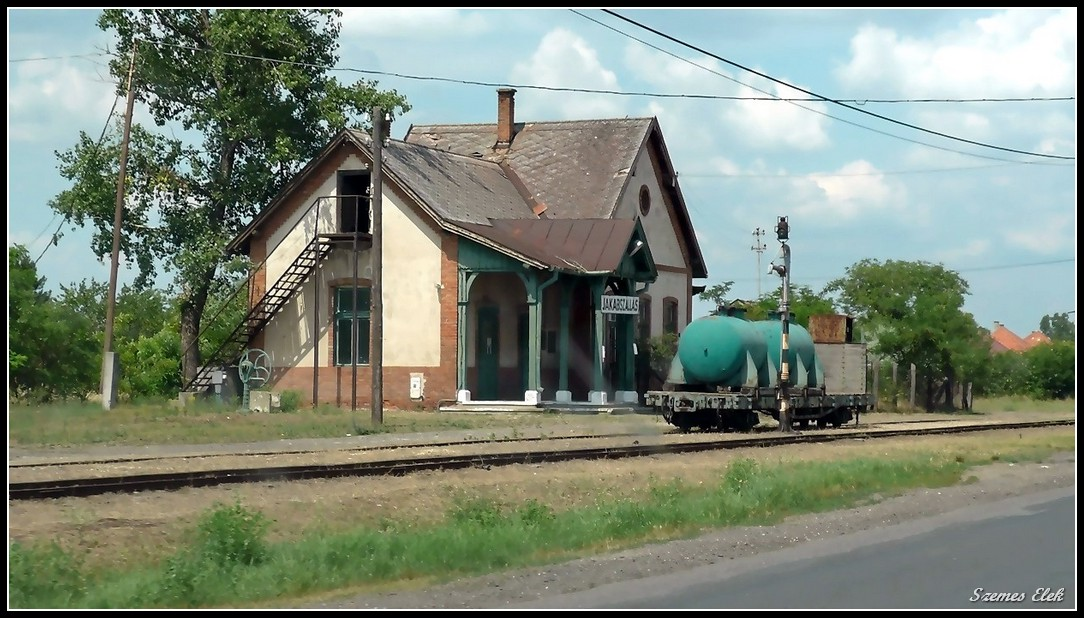
Bahnhof (außer Betrieb)

## Söhne und Töchter der Gemeinde
- Tibor Palánkai (* 1938), Wirtschaftswissenschaftler

## Verkehr
Die Hauptstraße Nr. 54 von Kecskemét nach Sükösd verläuft durch Jakabszállás, von der in östliche Richtung die Landstraße Nr. 5302 nach Fülöpjakab abzweigt. Es bestehen Busverbindungen nach Kecskemét, nach Kiskunfélegyháza sowie über Soltvadkert und Kecel nach Sükösd. Die nächstgelegenen Bahnhöfe befinden sich in Kecskemét, Kunszállas und Kiskunfélegyháza.